# Флаг Балашихи
Флаг городского округа Балаши́ха является официальным символом городского округа Балашиха Московской области Российской Федерации.
Законом Московской области от 30 декабря 2014 года № 208/2014-ОЗ городской округ Балашиха и городской округ Железнодорожный были преобразованы, путём их объединения, во вновь образованное муниципальное образование наделённое статусом городского округа — городской округ Балашиха.
Согласно закону Московской области от 26.09.2006 № 154/2006-ОЗ в случае объединения двух и более муниципальных образований Московской области, имеющих на момент объединения официальные символы, эти официальные символы объединяющихся муниципальных образований утрачивают юридическую силу.
На основании этого, 30 сентября 2015 года, решением Совета депутатов городского округа Балашиха, был утверждён новый флаг округа, который прошёл предварительную экспертизу в Геральдическом совете при Президенте Российской Федерации. Флаг изготовлен на основе флагов городских округов Балашиха и Железнодорожный.

## Описание
«Прямоугольное двухстороннее полотнище с отношением ширины к длине 2:3, составленное из четырёх прямоугольных частей красного (у древка вверху и у свободного края внизу) и голубого цвета. В середине каждой части полотнища изображены фигуры из герба городского округа Балашиха: на красной части — часть шестерни, ветка и циркуль (все жёлтые), а на голубой части — восходящее снизу жёлтое солнце, а над ним белая конская дуга с колокольчиком».

## Обоснование символики
Флаг городского округа Балашиха создан на основе герба городского округа Балашиха, который основан на гербах ранее существовавших муниципальных образований: городского округа Балашиха (1-я и 4-я четверти нового герба) и городского округа Железнодорожный (2-я и 3-я четверти), которые объединились в единое поселение под названием «Городской округ Балашиха».
Символика флага включает символику прежних флагов и потому многозначна.
Ветка дерева отражает зелёную зону Подмосковья, так как территория округа относится к лесопарковому защитному поясу Москвы.
Шестерня и циркуль символизируют промышленность и науку, являющиеся основными градообразующими характеристиками округа.
Восходящее солнце, аллегорически указывает на природно-географическое расположение округа на востоке от Москвы. Солнце — символ возрождения, жизни, силы, стойкости.
Дуга с колокольчиком аллегорически указывают на старинный торговый путь, шедший по Владимирскому тракту из Москвы в Нижний Новгород (ныне автомагистраль М7 «Волга») и пересекающий территорию округа с запада на восток.
Красный цвет — символ труда, мужества, жизнеутверждающей силы, красоты и праздника.
Жёлтый цвет (золото) — символизирует богатство, справедливость, уважение, великодушие.
Голубой цвет (лазурь) — символ возвышенных устремлений, искренности, преданности, возрождения.
Белый цвет (серебро) — символ чистоты, открытости, божественной мудрости, примирения.

## До преобразования
Флаг городского округа Балашиха разработан на основе герба городского округа Балашиха и отражает исторические, культурные, социально-экономические и иные местные традиции.
Флаг утверждён 29 июня 1999 года, как флаг Балашихинского района и города Балашиха, и внесён в Государственный геральдический регистр Российской Федерации с присвоением регистрационного номера 495. После муниципальной реформы 2006 года, Балашихинский район был преобразован в городской округ Балашиха.
Решениями Совета депутатов городского округа Балашиха от 21 марта 2006 года № 13/73 и от 15 декабря 2009 года № 11/81 были утверждены новые положения о флаге округа, не внёсшие изменений в рисунок флага.
27 июля 2010 года, решением Совета депутатов городского округа Балашиха Московской области № 19/150, было утверждено положение о флаге округа в новой редакции и все предыдущие решения были признаны утратившими силу. В соответствии с федеральным законодательством и законодательством Московской области, регулирующими правоотношения в сфере геральдики, Совет депутатов городского округа Балашиха также решил: «Считать флаг Балашихинского района и города Балашихи, учреждённый „решением“ Совета депутатов муниципального образования „Балашихинский район“ Московской области от 29 июня 1999 года № 45/185, официальным символом городского округа Балашиха и оставить без изменений рисунок флага».

### Описание
Описание флага утверждённое решением Совета депутатов Балашихинского района от 29 июня 1999 года № 45/185:

Флаг Балашихинского района и города Балашихи представляет собой прямоугольное двустороннее полотнище красного цвета с жёлтой полосой вдоль древка в 1/6 длины флага. Ширина флага составляет 2/3 его длины. В центре красной части полотнища изображены фигуры герба Балашихинского района и города Балашихи. Габаритная ширина изображения основных элементов герба на флаге Балашихинского района и города Балашихи должна составлять 4/9 части длины полотнища флага.
На обратной стороне флага воспроизводится его лицевая сторона в зеркальном отражении.

Описание флага утверждённое решением Совета депутатов городского округа Балашиха от 21 марта 2006 года № 13/73:

Флаг городского округа Балашиха представляет собой прямоугольное двустороннее полотнище красного цвета с жёлтой полосой вдоль древка в 1/6 длины флага. Ширина флага составляет 2/3 его длины. В центре красной части полотнища изображены фигуры герба городского округа Балашиха. Габаритная ширина изображения основных элементов герба на флаге городского округа должна составлять 4/9 части длины полотнища флага.

Описание флага утверждённое решением Совета депутатов городского округа Балашиха от 15 декабря 2009 года № 11/81:

Красное полотнище с отношением ширины к длине 2:3, несущее изображение фигур герба городского округа Балашиха с жёлтой полосой вдоль древка в 1/6 флага.

Описание флага утверждённое решением Совета депутатов городского округа Балашиха от 27 июля 2010 года № 19/150:

Прямоугольное двухстороннее красное полотнище с отношением ширины к длине 2:3 с изображением фигур герба городского округа Балашиха и жёлтой полосой вдоль древка в 1/6 флага.

### Обоснование символики
В композиции флага городского округа Балашиха языком символов и аллегорий отражена история муниципального образования.
Территорию городского округа Балашиха составляют город Балашиха, село Новый Милет, деревни Дятловка, Павлино, Пестово, Полтево, Пуршево, Русавкино-Поповщино, Русавкино-Романово, Соболиха, Федурново, Фенино, Чёрное.
Ветвь о восьми листах отражает зелёную зону Подмосковья, так как городской округ Балашиха относится к лесопарковому защитному поясу Москвы.
Стенозубчатое кольцо (шестерня) и циркуль символизируют промышленность и науку, являющиеся основными градообразующими характеристиками городского округа Балашиха.
Красный цвет — символ жизнеутверждающей силы, мужества, праздника и красоты.
Жёлтый цвет (золото) — символ солнечного света, богатства, великодушия.